# روسیه ایرلاینز

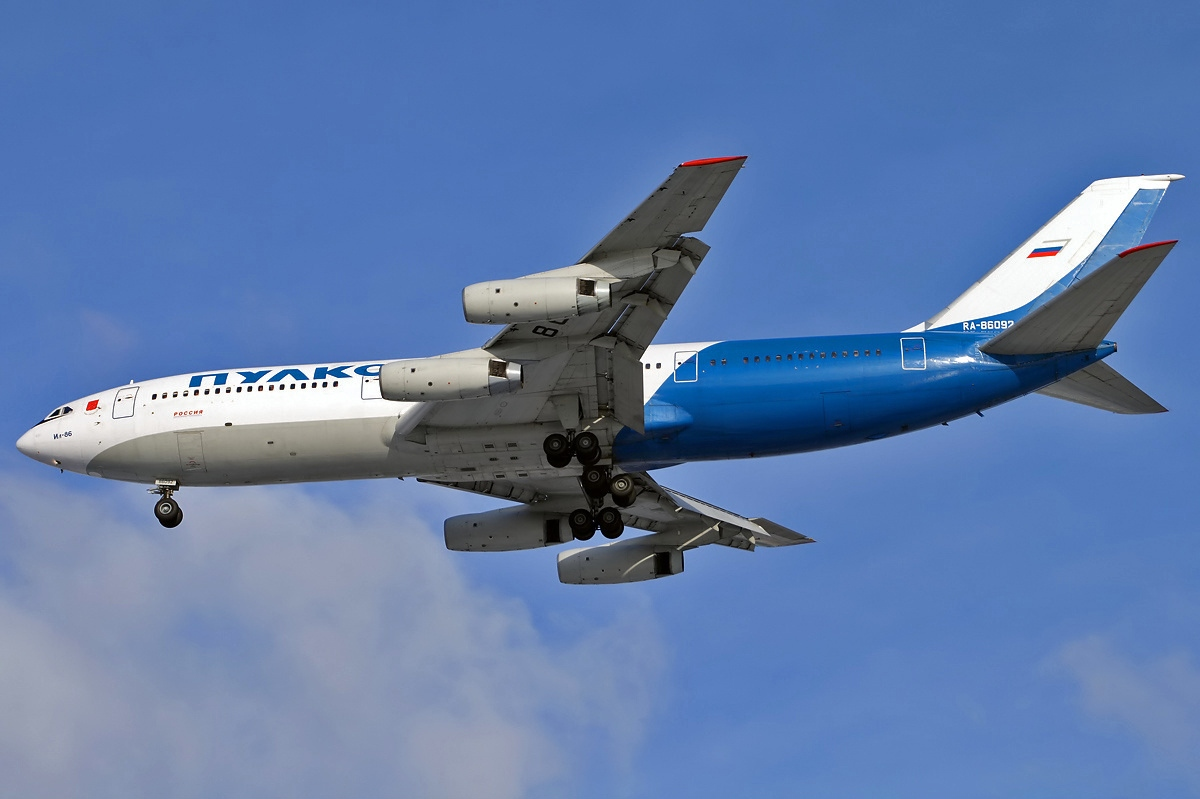
هواپیمای ایلیوشین ایل-۸۶، متعلق به روسیه ایرلاینز

روسیه ایرلاینز (به انگلیسی: Rossiya Airlines) شرکت هواپیمایی روسی است، که در سال ۲۰۰۶ تأسیس شد و اکنون روزانه به ۱۲۰ مقصد، در اروپا، آسیا و خاورمیانه، پروازهای مستقیم دارد. این شرکت همچنین مسئول اصلی پروازهای رئیس‌جمهور روسیه می‌باشد.
دفتر مرکزی شرکت روسیه ایرلاینز در شهر سن پترزبورگ، روسیه قرار دارد و فرودگاه پالکوو، قطب این شرکت هواپیمایی به‌شمار می‌آید.
شرکت روسیه ایرلاینز اکنون در ناوگان هوایی خود، دارای ۱۳۷ فروند هواپیمای جت مسافربری می‌باشد. شرکت دولتی آئروفلوت، با در اختیار داشتن ۷۵٪ درصد از سهام این شرکت، بزرگترین سهام‌دار آن محسوب می‌شود.